# بورتوناي
بورتوناي (بالروسية: Буртунай) هي مدينة في جمهورية داغستان في روسيا.